# سیمونا
سیمونا (به لاتین: Simuna) یک منطقهٔ مسکونی در استونی است که در دهستان وایک-ماریا واقع شده‌است. سیمونا ۴۲۲ نفر جمعیت دارد.